# Sotogrande

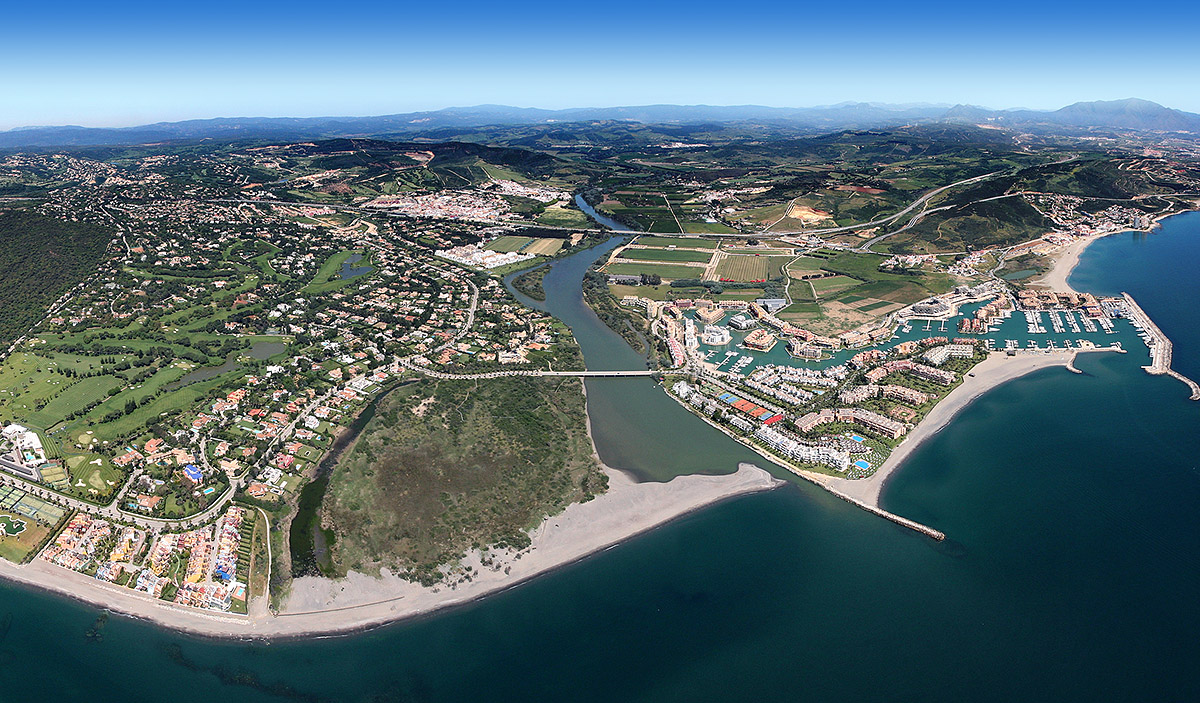
Sotograndeaerialview

Sotogrande is een luxe resort, 2000 hectare groot, in de Spaanse gemeente San Roque. Er zijn vijf golfbanen, er zijn squash-, fronton- en tennisbanen, een marina, een manege, restaurants en diverse hotels.  
Het resort is volledig omheind en wordt permanent bewaakt.
Er zijn ongeveer 200 luxeappartementen en 3000 villa's gebouwd, de meeste met privé zwembad.
Sotogrande International school is door El Pais uitgeroepen tot beste internationale school in Spanje.
Er zitten ongeveer 700 leerlingen van meer dan 40 nationaliteiten.
Vanuit Málaga loopt een weg (de A7) langs de kust richting Gibraltar. Sotogrande ligt iets ten zuiden van Estepona. In 1962 werd de Amerikaanse kolonel Joseph McMicking eigenaar van een stuk land, dat nu Sotogrande genoemd wordt maar dat bestaat uit Sotogrande, Paniagua en Valderrama. Ook in de Verenigde Staten en de Filipijnen, waar hij werd geboren, handelde hij sinds de Tweede Wereldoorlog in onroerend goed.